# Доленє Медведє Село
Доленє Медведє Село (словен. Dolenje Medvedje selo) — поселення в общині Требнє, регіон Південно-Східна Словенія, Словенія.